# Проекция вектора
Прое́кция ве́ктора на подпространство параллельно прямому алгебраическому дополнению этого подпространства в евклидовом пространстве — вектор, начало и конец которого суть пересечение с данным подпространством двух подпространств, параллельных данному прямому алгебраическому дополнению, имеющих с ним одну размерность и проходящих соответственно через начало и конец данного вектора. Под проекцией вектора на подпространство также понимается длина этого вектора, которая в случае одномерного ориентированного подпространства может быть отрицательной.
Задача о нахождении проекции вектора на подпространство имеет широкий спектр применения в математике: в методе ортогонализации Грама ― Шмидта, методе наименьших квадратов, методе сопряженных градиентов,  анализе Фурье.

## Проекция вектора на прямую на плоскости

### Определение проекции
Пусть {\displaystyle \mathbf {a} ={\overrightarrow {AB}}} — произвольный вектор на евклидовой плоскости {\displaystyle \mathbb {E^{2}} }, {\displaystyle l} и {\displaystyle m} — две непараллельные прямые (то есть пересекающиеся) на плоскости, {\displaystyle A'} и {\displaystyle B'} — точки пересечения с прямой {\displaystyle l} прямых, параллельных прямой {\displaystyle m} и проходящих соответственно через точки {\displaystyle A} и {\displaystyle B}.
Векторная проекция, или геометрическая проекция, вектора {\displaystyle \mathbf {a} } на прямую {\displaystyle l} параллельно прямой {\displaystyle m} — вектор {\displaystyle {\overrightarrow {A'B'}}}. Обозначения:
{\displaystyle {\overrightarrow {A'B'}}={\overrightarrow {\Pi {\text{p}}}}_{l}{\overrightarrow {AB}}(\|m)={\overrightarrow {\operatorname {pr_{l}^{m}} }}\mathbf {a} }.
Параллельность прямых здесь понимается в том смысле, что прямые либо не имеют общих точек, либо совпадают. Так определённая параллельность прямых отношение параллельности есть отношение эквивалентности, и его классы называются направлениями.
Замечание 1. Обратим внимание, что проекция вектора {\displaystyle {\overrightarrow {\operatorname {pr_{l}^{m}} }}\mathbf {a} } зависит только от направления прямых {\displaystyle l} и {\displaystyle m}, другими словами, эти прямые можно заменить на параллельные. Следовательно, можно говорить не о проекции на прямую {\displaystyle l}, а о проекции на направление прямой {\displaystyle l}.
Проекция, или скалярная проекция, или алгебраическая проекция, вектора {\displaystyle \mathbf {a} } — числовая величина, равная модулю векторной проекции {\displaystyle |{\overrightarrow {A'B'}}|}. Обозначения:
{\displaystyle |{\overrightarrow {A'B'}}|=\Pi {\text{p}}_{l}{\overrightarrow {AB}}(\|m)=\operatorname {pr_{l}^{m}} \mathbf {a} }.
Замечание 2. Векторная проекция вектора — это вектор, а скалярная проекция — число.
Прямоугольная, или ортогональная, проекция вектора {\displaystyle \mathbf {a} } на прямую {\displaystyle l} параллельно прямой {\displaystyle m} — векторная проекция вектора, когда прямые {\displaystyle l} и {\displaystyle m} перпендикулярны. Обозначения:
{\displaystyle {\overrightarrow {A'B'}}={\overrightarrow {\Pi {\text{p}}}}_{l}{\overrightarrow {AB}}={\overrightarrow {\operatorname {pr_{l}} }}\mathbf {a} =\mathbf {a} _{l}}.

### Корректность определения
Определение проекции нужно проверить корректность, то есть доказать, что вектор проекции {\displaystyle {\overrightarrow {\operatorname {pr_{l}^{m}} }}\mathbf {a} } не зависит от выбора точек {\displaystyle A} и {\displaystyle B} и направленного отрезка {\displaystyle {\overrightarrow {AB}}}, представляющего вектор {\displaystyle \mathbf {a} }.
Можно доказать корректность определения с помощью прямого геометрического построения, но здесь это будет доказано алгебраическим способом, что позволяет согласовать проекции и координаты.
Лемма 1. Линейные пространства {\displaystyle \operatorname {Vect} _{l}(1)} и {\displaystyle \operatorname {Vect} _{m}(1)} всех векторов на пересекающихся прямых соответственно {\displaystyle l} и {\displaystyle m}, рассматриваемые как подпространства линейного пространства {\displaystyle \operatorname {Vect} (2)} всех векторов плоскости, пересекаются только по нулевому вектору.

Теорема 1. Если произвольный вектор плоскости представлен как сумма двух векторов
{\displaystyle \mathbf {a} =\mathbf {a} _{1}+\mathbf {a} _{2}}, {\displaystyle \quad \mathbf {a} _{1}\in \operatorname {Vect} _{l}(1)}, {\displaystyle \quad \mathbf {a} _{2}\in \operatorname {Vect} _{m}(1)},
то такое разложение единственно.
Пусть
{\displaystyle \mathbf {a} _{1}+\mathbf {a} _{2}=\mathbf {a} '_{1}+\mathbf {a} '_{2}}, {\displaystyle \quad \mathbf {a} _{1},\mathbf {a} '_{1}\in \operatorname {Vect} _{l}(1)}, {\displaystyle \quad \mathbf {a} _{2},\mathbf {a} '_{2}\in \operatorname {Vect} _{m}(1)},
тогда
{\displaystyle \mathbf {a} '_{1}-\mathbf {a} _{1}=\mathbf {a} _{2}-\mathbf {a} '_{2}}, {\displaystyle \quad \mathbf {a} '_{1}-\mathbf {a} _{1}\in \operatorname {Vect} _{l}(1)}, {\displaystyle \quad \mathbf {a} _{2}-\mathbf {a} '_{2}\in \operatorname {Vect} _{m}(1)},
и
{\displaystyle \mathbf {a} '_{1}-\mathbf {a} _{1},\mathbf {a} _{2}-\mathbf {a} '_{2}\in \operatorname {Vect} _{l}(1),\operatorname {Vect} _{m}(1)},
то есть, по лемме 1,
{\displaystyle \mathbf {a} '_{1}-\mathbf {a} _{1}=\mathbf {a} _{2}-\mathbf {a} '_{2}=0},
следовательно, 
{\displaystyle \mathbf {a} '_{1}=\mathbf {a} _{1}}, {\displaystyle \quad \mathbf {a} '_{2}=\mathbf {a} _{2}}.
Теорема 2. Вектор {\displaystyle {\overrightarrow {\operatorname {pr_{l}^{m}} }}\mathbf {a} ={\overrightarrow {A'B'}}} однозначно определён вектором {\displaystyle \mathbf {a} }, то есть определение проекции корректно.
Поскольку
{\displaystyle {\overrightarrow {A'A}}+{\overrightarrow {AB}}={\overrightarrow {A'B'}}+{\overrightarrow {B'B}}},
то имеем разложение вектора
{\displaystyle \mathbf {a} ={\overrightarrow {AB}}={\overrightarrow {A'B'}}+({\overrightarrow {B'B}}-{\overrightarrow {A'A}})}.
Так как {\displaystyle {\overrightarrow {A'A}},{\overrightarrow {B'B}}\in \operatorname {Vect} _{m}(1)}, то также и {\displaystyle {\overrightarrow {B'B}}-{\overrightarrow {A'A}}\in \operatorname {Vect} _{m}(1)}, а поскольку {\displaystyle {\overrightarrow {\operatorname {pr_{l}^{m}} }}\mathbf {a} ={\overrightarrow {A'B'}}\in \operatorname {Vect} _{l}(1)}, следовательно, разложение вектора
{\displaystyle \mathbf {a} ={\overrightarrow {AB}}={\overrightarrow {A'B'}}+({\overrightarrow {B'B}}-{\overrightarrow {A'A}})}
имеет вид разложения
{\displaystyle \mathbf {a} =\mathbf {a} _{1}+\mathbf {a} _{2}}, {\displaystyle \quad \mathbf {a} _{1}\in \operatorname {Vect} _{l}(1)}, {\displaystyle \quad \mathbf {a} _{2}\in \operatorname {Vect} _{m}(1)},
то есть однозначно определено по теореме 1. В частности, вектор {\displaystyle {\overrightarrow {\operatorname {pr_{l}^{m}} }}\mathbf {a} ={\overrightarrow {A'B'}}} однозначно определён вектором {\displaystyle a}
Следствие 1. В разложении
{\displaystyle \mathbf {a} =\mathbf {a} _{1}+\mathbf {a} _{2}}, {\displaystyle \quad \mathbf {a} _{1}\in \operatorname {Vect} _{l}(1)}, {\displaystyle \quad \mathbf {a} _{2}\in \operatorname {Vect} _{m}(1)}
вектор {\displaystyle \mathbf {a} _{1}} совпадает с проекцией {\displaystyle {\overrightarrow {\operatorname {pr_{l}^{m}} }}\mathbf {a} ={\overrightarrow {A'B'}}}.
По аналогичным соображениям имеем следующее следствие.
Следствие 2. В разложении
{\displaystyle \mathbf {a} =\mathbf {a} _{1}+\mathbf {a} _{2}}, {\displaystyle \quad \mathbf {a} _{1}\in \operatorname {Vect} _{l}(1)}, {\displaystyle \quad \mathbf {a} _{2}\in \operatorname {Vect} _{m}(1)}
вектор {\displaystyle \mathbf {a} _{2}} совпадает с проекцией {\displaystyle {\overrightarrow {\operatorname {pr_{m}^{l}} }}\mathbf {a} } вектора {\displaystyle \mathbf {a} } на прямую {\displaystyle m} параллельно прямой {\displaystyle l}.
Итак, получили теорему.

Теорема 3. Произвольный вектор плоскости {\displaystyle \mathbf {a} \in \operatorname {Vect} (2)} разлагается на сумму двух векторов
{\displaystyle \mathbf {a} ={\overrightarrow {\operatorname {pr_{l}^{m}} }}\mathbf {a} +{\overrightarrow {\operatorname {pr_{m}^{l}} }}\mathbf {a} },
причём для проекции {\displaystyle {\overrightarrow {\operatorname {pr_{l}^{m}} }}\mathbf {a} } вектор {\displaystyle \mathbf {a} -{\overrightarrow {\operatorname {pr_{l}^{m}} }}\mathbf {a} } и прямая {\displaystyle m} параллельны, что однозначно определяет проекцию {\displaystyle {\overrightarrow {\operatorname {pr_{l}^{m}} }}\mathbf {a} }.

### Связь проекций с координатами
Так как направление прямой {\displaystyle l} однозначно определяется любым базисом {\displaystyle \mathbf {e} _{1}} линейного пространства {\displaystyle \operatorname {Vect} _{l}(1)}, то есть любым ненулевым вектором, параллельным прямой {\displaystyle l}, то проекция {\displaystyle {\overrightarrow {\operatorname {pr_{l}^{m}} }}\mathbf {a} } также называется проекцией на направление вектора {\displaystyle \mathbf {e} _{1}}.
Точно так же направление прямой {\displaystyle m} однозначно определяется любым базисом {\displaystyle \mathbf {e} _{2}} линейного пространства {\displaystyle \operatorname {Vect} _{m}(1)}, и та же проекция {\displaystyle {\overrightarrow {\operatorname {pr_{l}^{m}} }}\mathbf {a} } называется также проекцией параллельно вектору {\displaystyle \mathbf {e} _{2}}, или проекцией по направлению вектора {\displaystyle \mathbf {e} _{2}}.
Вместо прямых {\displaystyle l} и {\displaystyle m} будем рассматривать векторы {\displaystyle \mathbf {e} _{1}} и {\displaystyle \mathbf {e} _{2}}, тогда обозначение проекции {\displaystyle {\overrightarrow {\operatorname {pr_{l}^{m}} }}\mathbf {a} } заменится на {\displaystyle {\overrightarrow {\operatorname {pr_{e_{1}}^{e_{2}}} }}\mathbf {a} }. Два этих вектора {\displaystyle \mathbf {e} _{1}} и {\displaystyle \mathbf {e} _{2}} образуют базис на плоскости, поскольку они неколлинеарны, другими словами, линейно независимы. В итоге получаем следующую теорему.
Теорема 1 (о векторной проекции). Задание на плоскости любого базиса {\displaystyle \mathbf {e} _{1}}, {\displaystyle \mathbf {e} _{2}} дает возможность поставить в соответствие любому вектору {\displaystyle \mathbf {a} } плоскости пару векторов
{\displaystyle {\overrightarrow {\operatorname {pr_{e_{1}}^{e_{2}}} }}\mathbf {a} \,\,} и {\displaystyle \,\,{\overrightarrow {\operatorname {pr_{e_{2}}^{e_{1}}} }}\mathbf {a} },
которые суть проекции вектора {\displaystyle \mathbf {a} } на направление одного из векторов базиса по направлению другого вектора, причём их сумма равна вектору {\displaystyle \mathbf {a} }:
{\displaystyle \mathbf {a} ={\overrightarrow {\operatorname {pr_{e_{1}}^{e_{2}}} }}\mathbf {a} +{\overrightarrow {\operatorname {pr_{e_{2}}^{e_{1}}} }}\mathbf {a} }.
Сравним последнее разложение вектора {\displaystyle \mathbf {a} } по проекциям с его следующим разложением по векторам базиса:
{\displaystyle \mathbf {a} =a^{1}\mathbf {e} _{1}+a^{2}\mathbf {e} _{2}}.
Так как {\displaystyle a^{1}\mathbf {e} _{1}\in \operatorname {Vect} _{l}(1)} и {\displaystyle a^{2}\mathbf {e} _{2}\in \operatorname {Vect} _{m}(1)}, оба эти разложения вектора {\displaystyle \mathbf {a} } совпадают:
{\displaystyle {\overrightarrow {\operatorname {pr_{e_{1}}^{e_{2}}} }}\mathbf {a} =a^{1}\mathbf {e} _{1}}, {\displaystyle \quad {\overrightarrow {\operatorname {pr_{e_{2}}^{e_{1}}} }}\mathbf {a} =a^{2}\mathbf {e} _{2}},
в итоге получаем следующую теорему.
Теорема 2 (о векторной проекции). Первая координата {\displaystyle a^{1}} вектора {\displaystyle \mathbf {a} } в базисе плоскости {\displaystyle \mathbf {e} _{1}}, {\displaystyle \mathbf {e} _{2}} вычисляется как частное двух коллинеарных векторов — проекции на направление вектора {\displaystyle \mathbf {e} _{1}} по направлению вектора {\displaystyle \mathbf {e} _{2}} и вектора {\displaystyle \mathbf {e} _{1}}:
{\displaystyle a^{1}={\frac {{\overrightarrow {\operatorname {pr_{e_{1}}^{e_{2}}} }}\mathbf {a} }{\mathbf {e} _{1}}}}.
Если взять вектор {\displaystyle \mathbf {e} _{1}} в качестве эталона длины и направления на прямой {\displaystyle l}, то теорема 2 можно переформулировать.
Теорема 2' (о векторной проекции). Первая координата {\displaystyle a^{1}} вектора {\displaystyle \mathbf {a} } в базисе плоскости {\displaystyle \mathbf {e} _{1}}, {\displaystyle \mathbf {e} _{2}} вычисляется как величина проекции вектора {\displaystyle \mathbf {a} } на направление вектора {\displaystyle \mathbf {e} _{1}} по направлению вектора {\displaystyle \mathbf {e} _{2}} и вектора {\displaystyle \mathbf {e} _{1}}:
{\displaystyle a^{1}=\operatorname {pr} _{e_{1}}^{e_{2}}\mathbf {a} }, если векторы {\displaystyle \mathbf {a} } и {\displaystyle \mathbf {e} _{1}} сонаправлены;
{\displaystyle a^{1}=-\operatorname {pr} _{e_{1}}^{e_{2}}\mathbf {a} }, если векторы {\displaystyle \mathbf {a} } и {\displaystyle \mathbf {e} _{1}} противоположно направлены.
Те же самые рассуждения верны и для второй координаты {\displaystyle a^{2}}. В частности, получаем:
{\displaystyle a^{2}=\operatorname {pr} _{e_{2}}^{e_{1}}\mathbf {a} }, если векторы {\displaystyle \mathbf {a} } и {\displaystyle \mathbf {e} _{2}} сонаправлены;
{\displaystyle a^{2}=-\operatorname {pr} _{e_{2}}^{e_{1}}\mathbf {a} }, если векторы {\displaystyle \mathbf {a} } и {\displaystyle \mathbf {e} _{2}} противоположно направлены.

## Проекции вектора на прямую и плоскость в трёхмерном пространстве

### Определение проекций
В отличие от плоскости, в трёхмерном пространстве возможны два вида проекций:
- проекция на плоскость параллельно прямой;
- проекция на прямую параллельно плоскости.

Пусть {\displaystyle \mathbf {a} ={\overrightarrow {AB}}} — произвольный вектор в евклидовом трёхмерном пространстве {\displaystyle \mathbb {E^{3}} }, {\displaystyle \alpha } и {\displaystyle l} — плоскость и не параллельная ей прямая (то есть пересекающиеся) в пространстве, {\displaystyle A_{1}} и {\displaystyle B_{1}} — точки пересечения с прямой {\displaystyle l} плоскостей, параллельных плоскости {\displaystyle \alpha } и проходящих соответственно через точки {\displaystyle A} и {\displaystyle B}.
Векторная проекция, или геометрическая проекция, вектора {\displaystyle \mathbf {a} } на прямую {\displaystyle l} параллельно плоскости {\displaystyle \alpha } — вектор {\displaystyle {\overrightarrow {A_{1}B_{1}}}}. Обозначения:
{\displaystyle {\overrightarrow {A_{1}B_{1}}}={\overrightarrow {\Pi {\text{p}}}}_{l}{\overrightarrow {AB}}(\|\alpha )={\overrightarrow {\operatorname {pr_{l}^{\alpha }} }}\mathbf {a} }.
Проекция, или скалярная проекция, или алгебраическая проекция  вектора {\displaystyle \mathbf {a} } — числовая величина, равная модулю векторной проекции {\displaystyle |{\overrightarrow {A_{1}B_{1}}}|}. Обозначения:
{\displaystyle |{\overrightarrow {A_{1}B_{1}}}|=\Pi {\text{p}}_{l}{\overrightarrow {AB}}(\|\alpha )=\operatorname {pr_{l}^{\alpha }} \mathbf {a} }.
Прямоугольная, или ортогональная, проекция вектора {\displaystyle \mathbf {a} } на прямую {\displaystyle l} параллельно плоскости {\displaystyle \alpha } — векторная проекция вектора, когда прямая {\displaystyle l} и плоскость {\displaystyle \alpha } перпендикулярны. Обозначения:
{\displaystyle {\overrightarrow {A_{1}B_{1}}}={\overrightarrow {\Pi {\text{p}}}}_{l}{\overrightarrow {AB}}={\overrightarrow {\operatorname {pr_{l}} }}\mathbf {a} =\mathbf {a} _{l}}.
Аналогично, {\displaystyle A_{2}} и {\displaystyle B_{2}} — точки пересечения с плоскостью {\displaystyle \alpha } прямых, параллельных прямой {\displaystyle l} и проходящих соответственно через точки {\displaystyle A} и {\displaystyle B}.
Векторная проекция, или геометрическая проекция, вектора {\displaystyle \mathbf {a} } на плоскость {\displaystyle \alpha } параллельно прямой {\displaystyle l} — вектор {\displaystyle {\overrightarrow {A_{2}B_{2}}}}. Обозначения:
{\displaystyle {\overrightarrow {A_{2}B_{2}}}={\overrightarrow {\Pi {\text{p}}}}_{\alpha }{\overrightarrow {AB}}(\|l)={\overrightarrow {\operatorname {pr_{\alpha }^{l}} }}\mathbf {a} }.
Проекция, или скалярная проекция, или алгебраическая проекция  вектора {\displaystyle \mathbf {a} } — числовая величина, равная модулю векторной проекции {\displaystyle |{\overrightarrow {A_{2}B_{2}}}|}. Обозначения:
{\displaystyle |{\overrightarrow {A_{2}B_{2}}}|=\Pi {\text{p}}_{\alpha }{\overrightarrow {AB}}(\|l)=\operatorname {pr_{\alpha }^{l}} \mathbf {a} }.
Прямоугольная, или ортогональная, проекция вектора {\displaystyle \mathbf {a} } на плоскость {\displaystyle \alpha } параллельно прямой {\displaystyle l} — векторная проекция вектора, когда плоскость {\displaystyle \alpha } и прямая {\displaystyle l} перпендикулярны. Обозначения:
{\displaystyle {\overrightarrow {A_{2}B_{2}}}={\overrightarrow {\Pi {\text{p}}}}_{\alpha }{\overrightarrow {AB}}={\overrightarrow {\operatorname {pr_{\alpha }} }}\mathbf {a} =\mathbf {a} _{\alpha }}.

### Корректность определений
Следующая теорема и её доказательство полностью аналогичны соответствующей теореме и её доказательству в случаю проекций на плоскости. И точно также доказательство может быть проведено как прямым геометрическим построением, так и алгебраическим способом, который позволяет согласовать проекции и координаты.
Теорема 1. Любой вектор трёхмерного пространства {\displaystyle \mathbf {a} \in \operatorname {Vect} (3)} разлагается на сумму двух векторов
{\displaystyle \mathbf {a} ={\overrightarrow {\operatorname {pr_{l}^{\alpha }} }}\mathbf {a} +{\overrightarrow {\operatorname {pr_{\alpha }^{l}} }}\mathbf {a} },
причём для проекции {\displaystyle {\overrightarrow {\operatorname {pr_{l}^{\alpha }} }}\mathbf {a} } вектор {\displaystyle \mathbf {a} -{\overrightarrow {\operatorname {pr_{l}^{\alpha }} }}\mathbf {a} } и плоскость {\displaystyle \alpha } параллельны, а для проекции {\displaystyle {\overrightarrow {\operatorname {pr_{\alpha }^{l}} }}\mathbf {a} } вектор {\displaystyle \mathbf {a} -{\overrightarrow {\operatorname {pr_{\alpha }^{l}} }}\mathbf {a} } и прямая {\displaystyle l} параллельны, что однозначно определяет проекции {\displaystyle {\overrightarrow {\operatorname {pr_{l}^{\alpha }} }}\mathbf {a} } и {\displaystyle {\overrightarrow {\operatorname {pr_{\alpha }^{l}} }}\mathbf {a} }.
Теорема 1 обеспечивает, в частности, корректность определения обеих проекций в трёхмерном пространстве.

### Связь проекций с координатами
Рассматриваемые проекции {\displaystyle {\overrightarrow {\operatorname {pr_{l}^{\alpha }} }}\mathbf {a} } и {\displaystyle {\overrightarrow {\operatorname {pr_{\alpha }^{l}} }}\mathbf {a} } зависят лишь от направлений прямой {\displaystyle l} и плоскости {\displaystyle \alpha }, другими словами, они не изменяются при замене прямой и плоскости им параллельными. Следовательно, вместо прямой {\displaystyle l} достаточно задать любой её базис {\displaystyle e_{1}}, а вместо плоскости {\displaystyle \alpha } — любой её базис {\displaystyle e_{2}}, {\displaystyle e_{3}}. Тогда обозначение проекции {\displaystyle {\overrightarrow {\operatorname {pr_{l}^{\alpha }} }}\mathbf {a} } перепишется как {\displaystyle {\overrightarrow {\operatorname {pr_{e_{1}}^{e_{1},\,e_{2}}} }}\mathbf {a} }, а проекция {\displaystyle {\overrightarrow {\operatorname {pr_{\alpha }^{l}} }}\mathbf {a} } — как {\displaystyle {\overrightarrow {\operatorname {pr_{e_{1},\,e_{2}}^{e_{1}}} }}\mathbf {a} }.
Теорема 1. Проекции {\displaystyle {\overrightarrow {\operatorname {pr_{e_{1}}^{e_{1},\,e_{2}}} }}\mathbf {a} } и {\displaystyle {\overrightarrow {\operatorname {pr_{e_{1},\,e_{2}}^{e_{1}}} }}\mathbf {a} } определены тогда и только тогда, когда векторы {\displaystyle e_{1}}, {\displaystyle e_{2}}, {\displaystyle e_{3}} образуют базис трёхмерного пространства.
Пусть {\displaystyle a^{1}}, {\displaystyle a^{2}}, {\displaystyle a^{3}} — координаты вектора {\displaystyle \mathbf {a} } в базисе {\displaystyle e_{1}}, {\displaystyle e_{2}}, {\displaystyle e_{3}}, то есть
{\displaystyle \mathbf {a} =a^{1}e_{1}+a^{2}e_{2}+a^{3}e_{3}},
тогда верны следующие формулы:
{\displaystyle {\overrightarrow {\operatorname {pr_{e_{1}}^{e_{1},\,e_{2}}} }}\mathbf {a} =a^{1}e_{1}}, {\displaystyle \quad {\overrightarrow {\operatorname {pr_{e_{1},\,e_{2}}^{e_{1}}} }}\mathbf {a} =a^{2}e_{2}+a^{3}e_{3}}.
В частности, получаем следующую теорему.
Теорема 2 (о векторной проекции). Первая координата {\displaystyle a^{1}} вектора {\displaystyle \mathbf {a} } в базисе трёхмерного пространства {\displaystyle \mathbf {e} _{1}}, {\displaystyle \mathbf {e} _{2}}, {\displaystyle \mathbf {e} _{3}} вычисляется как частное двух коллинеарных векторов — проекции на направление вектора {\displaystyle \mathbf {e} _{1}} параллельно векторам {\displaystyle \mathbf {e} _{2}} и {\displaystyle \mathbf {e} _{3}} и вектора {\displaystyle \mathbf {e} _{1}}:
{\displaystyle a^{1}={\frac {{\overrightarrow {\operatorname {pr_{e_{1}}^{e_{2},\,e_{3}}} }}\mathbf {a} }{\mathbf {e} _{1}}}}.
Те же самые рассуждения верны и для остальных двух координат. В частности, получаем:
{\displaystyle a^{2}={\frac {{\overrightarrow {\operatorname {pr_{e_{2}}^{e_{1},\,e_{3}}} }}\mathbf {a} }{\mathbf {e} _{2}}}}, {\displaystyle \quad a^{3}={\frac {{\overrightarrow {\operatorname {pr_{e_{3}}^{e_{1},\,e_{2}}} }}\mathbf {a} }{\mathbf {e} _{3}}}}.

## Свойства проекции вектора
Из рассмотренной связи проекций с координатами непосредственно вытекают следующие свойства проекции.
Теорема 1 (первая теорема о проекциях). Скалярная проекция вектора равна произведению длины вектора на косинус угла между вектором и его векторной проекцией.
Теорема 2 (вторая теорема о проекциях). Проекция суммы векторов равна сумме проекций слагаемых векторов.
Теорема 3 (третья теорема о проекциях). Проекция произведения числа на вектор равна произведению данного числа на проекцию данного вектора.
Следствие из теорем 2 и 3. Проекция линейной комбинации векторов равна такой же линейной комбинации проекций этих векторов.

### Комментарии
1. 1 2 3 4  Имеется перевод на английский язык.
2. 1 2  Исправленное выражение из источника.